# Matts Lindblad
Matts Adolf Lindblad, född 1 maj 1821 i Nyköping, död 30 juni 1899 i Stockholm, var en svensk mykolog.
Matts Lindblad var son till kyrkoherden Johan Henric Lindblad. Han blev student vid Uppsala universitet 1839, filosofie kandidat 1852 och filosofie doktor 1854 och förordnades till docent i botanik där 1855. Han var även konservator vid universitetets botaniska museum 1858–1863. Sedan Lindblad tagit avsked från docenturen 1873 bosatte han sig i Stockholm. Hans forskning gällde främst svamparna. Lindblad var lärjunge till Elias Fries, fick redan i studentåren anseende som en skicklig mykolog och publicerade en rad smärre vetenskapliga arbeten, bland annat en monografi över släktet lactarius 1855 samt åtskilliga uppsatser i tidningar och tidskrifter. Främst blev han känd för sitt studium över de högre svamparnas användbarhet som föda, och i Stockholm anordnade han länge årliga svamputställningar och var under många år ordförande i sällskapet Stockholms svampvänner. Lindblad arbetade på en större svampbok med färglagda planscher men hann inte fullborda den. Bearbetat av Herman Sandeberg och Lars Romell publicerades hans material under namnet Dr M. A. Lindblads svampbok (1901, 2:a upplagan 1913). Efter Lindblad namngav Elias Fries ett svampsläkte, Lindbladia.